# FC Nordstern Basel
FC Nordstern Basel – szwajcarski klub piłkarski z siedzibą w Bazylei.

## Historia
Klub został założony 21 marca 1901. W najwyższej klasie rozgrywkowej spędził 35 sezonów, w tym czasie trzykrotnie wywalczył wicemistrzostwo Szwajcarii (1924, 1927, 1928). Dwukrotnie osiągnął też finał Pucharu Szwajcarii.

## Osiągnięcia
- wicemistrzostwo Szwajcarii (3): 1924, 1927, 1928
- finał Pucharu Szwajcarii (2): 1935, 1939

## Historia występów w pierwszej lidze
| Sezon po sezonie | Sezon po sezonie | Sezon po sezonie  | Sezon po sezonie                           | Sezon po sezonie           |
| Sezon            | Liga             | Grupa             | Miejsce                                    | Uwagi                      |
| ---------------- | ---------------- | ----------------- | ------------------------------------------ | -------------------------- |
| 1911/12          | Serie A          | Zentral           | 6.                                         |                            |
| 1912/13          | Serie A          | Zentral           | 6.                                         |                            |
| 1913/14          | Serie A          | Zentral           | 6.                                         |                            |
| 1914/15          | Serie A          | Zentral – Grupa 1 | 4.                                         |                            |
| 1915/16          | Serie A          | Zentral           | 8.                                         |                            |
| 1916/17          | Serie A          | Zentral           | 7.                                         |                            |
| 1917/18          | Serie A          | Zentral           | 5.                                         |                            |
| 1918/19          | Serie A          | Zentral           | 3.                                         |                            |
| 1919/20          | Serie A          | Zentral           | 4.                                         |                            |
| 1920/21          | Serie A          | Zentral           | 4.                                         |                            |
| 1921/22          | Serie A          | Zentral           | 5.                                         |                            |
| 1922/23          | Serie A          | Zentral           | 5.                                         |                            |
| 1923/24          | Serie A          | Zentral           | 1. (Zentral) 2. (finały)                   | wicemistrzostwo Szwajcarii |
| 1924/25          | Serie A          | Zentral           | 6.                                         |                            |
| 1925/26          | Serie A          | Zentral           | 4.                                         |                            |
| 1926/27          | Serie A          | Zentral           | 1. (Zentral) 2. (finały)                   | wicemistrzostwo Szwajcarii |
| 1927/28          | Serie A          | Zentral           | 1. (Zentral) 2. (finały)                   | wicemistrzostwo Szwajcarii |
| 1928/29          | Serie A          | Zentral           | 3.                                         |                            |
| 1929/30          | Serie A          | Zentral           | 8.                                         |                            |
| 1930/31          | Serie A          | Zentral           | 3.                                         |                            |
| 1931/32          | Nationalliga     | 1                 | 5.                                         |                            |
| 1932/33          | Nationalliga     | 2                 | 7.                                         |                            |
| 1933/34          | Nationalliga     | –                 | 8.                                         |                            |
| 1934/35          | Nationalliga     | –                 | 11.                                        |                            |
| 1935/36          | Nationalliga     | –                 | 11.                                        |                            |
| 1936/37          | Nationalliga     | –                 | 10.                                        |                            |
| 1937/38          | Nationalliga     | –                 | 5.                                         |                            |
| 1938/39          | Nationalliga     | –                 | 5.                                         |                            |
| 1939/40          | Nationalliga     | –                 | 9.                                         |                            |
| 1940/41          | Nationalliga     | –                 | 7.                                         |                            |
| 1941/42          | Nationalliga     | –                 | 11.                                        |                            |
| 1942/43          | Nationalliga     | –                 | 14.                                        | spadek                     |
| 1978/79          | Nationalliga A   | –                 | 11. (sezon zasadniczy) 6. (grupa spadkowa) | spadek                     |
| 1980/81          | Nationalliga A   | –                 | 11.                                        |                            |
| 1981/82          | Nationalliga A   | –                 | 15.                                        | spadek                     |

## Reprezentanci kraju grający w klubie
|  | - Ferdinand Wesely - Zvezdan Čebinac - Manfred Moser - Robert Afflerbach - Toni Allemann - Fritz Bollinger - Guiseppe Bossi - Karl Breitenstein - René Brodmann - Rudolf Burger |  | - Albert Büche - Hans Bürgin - Karl Ehrenbolger - Adolf Flubacher - Werner Frey - Fritz Grüneisen - Rudolf Gyger - Robert Haas - Hugo Heidig - Gustave Heine |  | - Marcel Kunz - Alex Laube - Kurt Maurer - Peter Meier - August Oberhauser - Werner Schley - Alfonso Weber - Peter Wenger - Ali Manai |